# Gordie Howe-hattrick
Dit overzicht is mogelijk incompleet; u kunt helpen door het uit te breiden.
Een Gordie Howe-hattrick is een variant van de gewone hattrick, in het ijshockey. Een speler scoort een Gordie Howe-hattrick als hij één assist en één doelpunt maakt en als hij een gevecht wint. De hattrick is vernoemd naar Gordie Howe, maar opvallend genoeg heeft Howe zelf nog nooit een Gordie Howe-hattrick gemaakt.
Een Gordie Howe-hattrick is enkel een amusante statistiek, Gordie Howe-hattricks worden niet officieel bijgehouden.